# الخاندرا باروس
الخاندرا باروس (انگلیسی: Alejandra Barros؛ زادهٔ ۱۱ اوت ۱۹۷۱) بازیگر اهل مکزیک است.